# Nikon F

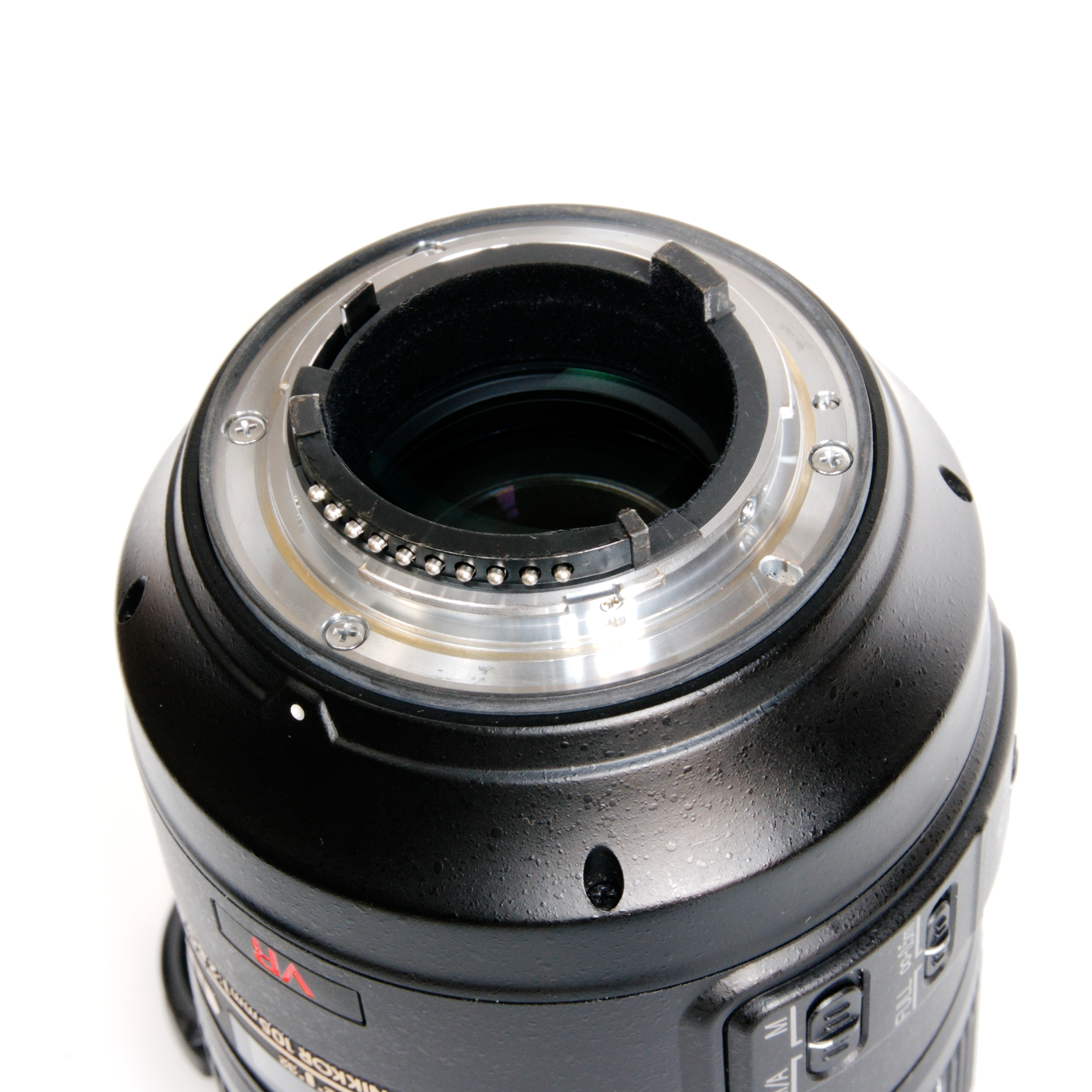
Байонет Micro-Nikkor AF-S VR 105mm f/2.8 IF-ED.

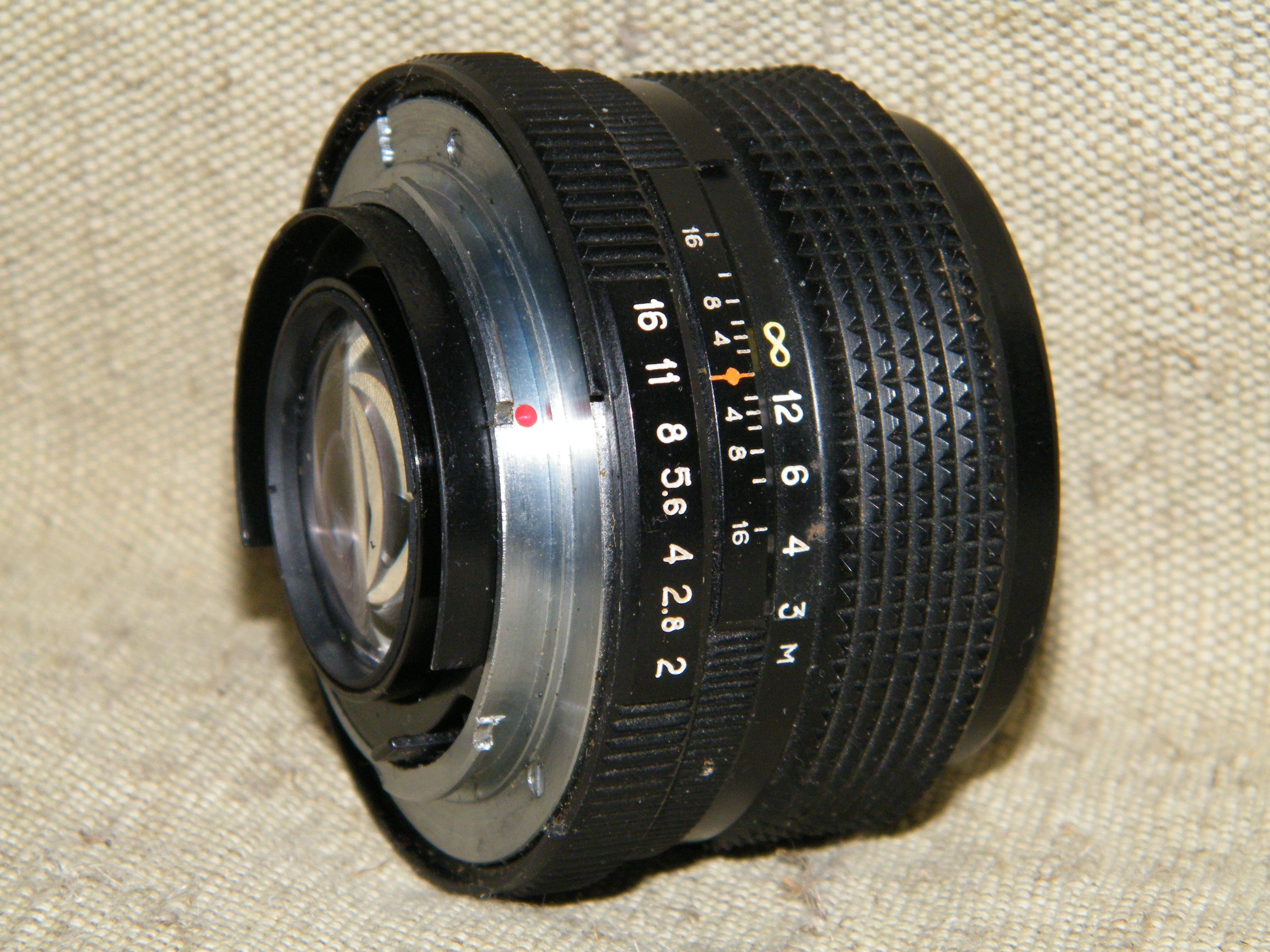
Об'єктив Гелиос-81Н до українського фотоапарата Киев-19

Байонет Nikon F — тип байонету, запроваджений компанією Nikon у 1959 році. Являє собою байонетне рознімне з'єднання, яке використовується для сполучення 35-мм фотокамери (body) та об'єктива. 

## Харатеристика
Об'єктиви з оригінальним байонетом F інтенсивно використовувалися до 1977 року, аж поки не з'явився сумісний з ними байонет типу AI. Навіть найсучасніші об'єктиви Nikon є сумісними з байонетом типу F і прекрасно працюють зі старими камерами, хоча можуть потребувати незначних механічних доробок.
Для того, щоб під'єднати об'єктив типу F до камери треба вручну сумістити виступ на об'єктиві з вусиком системи виміру експозиції, який було зафіксовано в позиції діафрагми f/5,6.
Пізніше, об'єктиви цього типу також стали називати pre-AI або non-AI.
Об'єктиви типу F чудово працюватимуть із всіма сучасними камерами Nikon як мінімум в режимі ручного вибору експозиції, особливо якщо доробити їх до сумісності з байонетом AI. Чи працюватимуть режими пріоритету діафрагми, залежить від моделі камери. Матричний замір експозиції вимагає особливої модернізації байонета, тому він як правило не працює з такими об'єктивами навіть якщо їх доробити до AI.
Вже починаючи з об'єктивів цього типу, Нікон використовував механізм стрибаючої діафрагми. Тобто діафрагма є постійно відкритою при наведенні на різкість і закривається лише за мить до моменту фотографування. Завдяки цьому, зображення у видошукачі не темніє і не ускладнює наведення навіть якщо кільце діафрагми переведено у закрите положення. Конструктивно це реалізовано у вигляді важеля, вмонтованого в гніздо на камері, який опускається перед тим, як зробити знімок. В об'єктиві звільняється інший важіль, який під дією пружини закриває пелюстки діафрагми.

### Байонет типу AI
AI, «Automatic Indexing» — Вдосконалена версія першого байонета Nikon F запропонована у 1977 році, яка дозволила ставити об'єктив одним рухом руки і не тратити час на попадання кільцем діафрагми в індексний вусик.
Об'єктиви старого типу (F) дуже легко доробити до AI шляхом нарощування виступу, який зачіпаючи за важіль у байонеті камери власне і повідомляє про позицію кільця діафрагми.
При використанні на сучасних камерах AI-об'єктиви можуть працювати в ручному режимі (M) і в режимі пріоритету діафрагми (A) з вимірюванням експозиції в точковим або центральнозваженим методами. Камери F4 та FA можуть також застосовувати метод матричного виміру.
Цікавим нововведенням було встановлення механічних важелів, які мали б повідомляти камеру про фокусну відстань об'єктива. Очікувалося, що нові камери Нікона будуть якимось чином використовувати цю інформацію. Але такі камери так і не з'явилися. Сучасні об'єктиви передають цю інформацію за допомогою електроніки, що є значно дешевшим і надійнішим способом.
Старі AI об'єктиви зараз продаються за безцінь, хоча нічим не відрізняються від сучасних AI-S (ну хіба відсутністю режиму «швидкої програми» на камері Nikon FA).

### Байонет типу AI-s
AI-s — Останнє досягнення еволюції ручних об'єктивів Nikon — байонет AI-s було запропоновано в 1983 році як вдосконалення стандарту AI. Об'єктиви такого типу випускаються і до сьогодні.
Візуально відрізнити AI-s від AI об'єктивів можна по специфічному заокругленому вирізі на байонеті, позначенні мінімальної діафрагми (напр. 16 або 22) оранжевим кольором а також по шкалі глибини різкості, яка нанесена на тоненьке хромоване кільце, а не на звичайну чорну поверхню.
«S» у назві означає, що ступінь закривання діафрагми впливає лінійно на відхилення важеля-індикатора діафрагми у байонеті. Це дозволило відчутно підвищити точність вимірювання експозиції на AF камерах, оскільки вони при розрахунках параметрів зйомки використовують лише інформацію про відхилення важеля-індикатора, який має працювати винятково точно. Для ручних камер це вдосконалення не має жодного значення. Неавтофокусні камери з автоекспозицією (такі як FA) виміряють експозицію після того, як діафрагма закрилася, тому для них єдиною перевагою AI-S об'єктивів є можливість визначити позицію діафрагми трохи швидше, ніж при використанні AI. Оскільки така перевага може дати виграш на рівні мілісекунд, навряд чи хтось може відчути різницю у швидкості між AI та AI-S.
Представники фірми Nikon пробували переконати покупців, що для роботи в режимах пріоритету витримки (S) або програмного режиму (P) на моделі FA, треба замінити всі AI об'єктиви на AI-S. Насправді це не відповідає істині. Щоб переконатися у цьому, достатньо переглянути інструкцію користувача на відповідну камеру — на відміну від рекламних брошурок, там Nikon завжди пише правду. Але міф такий ще й досі ходить між людьми.

#### Сумісність
- Всі AI-S об'єктиви є також й AI об'єктивами.
- Всі AF, AF-I та AF-S об'єктиви є також і AI-S.
- Всі AI-S об'єктиви працюватимуть на всіх дзеркалках Nikon як мінімум в ручному режимі.

Більшість дзеркальних камер Nikon, включаючи і цифрові (D200, F100, F90x, F70) можуть працювати в режимі пріоритету діафрагми, крім камер любительського рівня (D50, D70, D70s, F65).
Перш, ніж планувати покупки, ознайомтеся з інструкцією користувача камери, де завжди подається інформація про підтримку конкретних типів об'єктивів.

### Байонет типу P
Цей гібридний стандарт було впроваджено в 1988 році спеціально для довгофокусних ручних об'єктивів, які повинні були втримати позиції Nikon до моменту, поки довгофокусні AF об'єктиви не набудуть масового поширення (на той момент `найдовшим` автофокусником Nikon був 300 mm f/2,8.
Nikon випустив небагато об'єктивів типу P. Серед них 500mm f/4 P (1988), 1200 — 1700 mm f/5,6-8,0 P ED та досить свіжий 45mm f/2,8 P.
Об'єктиви типу P є ручними AI-S об'єктивами, з доданими кількома електронними контактами байонета AF. Такий підхід дав можливість використовувати режим матричного вимірювання експозиції, який тільки-но з'явився на автофокусних камерах
Зверніть увагу: 
- Об'єктиви P не є об'єктивами типу D.
- До 1970 року Nikon вказував на передньому кільці об'єктива буквами код кількості елементів. P — від грецького Penta, означало п'ять, Q (quad) — чотири. Не слід плутати ці позначення з позначенням типу байонета.

### Байонет типу AF
Ніконівські автофокусні об'єктиви AF (крім трохи дорожчих AF-I та AF-S) наводяться на різкість завдяки обертанню двигуна в камері, яке передається через спеціальну зв'язку в об'єктив. Через свій вигляд механізм, що передає обертання називають «викруткою». Зараз ця система виглядає примітивною у порівнянні з автофокусною системою Canon, але така конструкція дозволила в далекому 1980-у зберегти повну сумісність з неавтофокусними об'єктивами.
Всі автофокусні об'єктиви є також і AI-s і чудово працюють на неавтофокусних камерах. Однак камери, що не підтримують AI все ж потребуватимуть доробки.

### Байонет типу AF-n
Позначення AF-n було введено лише щоб відрізняти AF об'єктива старіших серій від новіших.
Справа в тому, що після випуску перших AF об'єктивів Нікон вирішив, що маючи таку зручну технологію ніхто більше не буде наводитися в ручному режимі. Тому перші AF об'єктиви обладнувалися тонюсіньким незручним кільцем ручного фокусування, яким користуватися було практично неможливо. Але воно не чіплялося за руки при автоматичному фокусуванні (на старих об'єктивах фокусуюче кільце оберталося разом з механізмами об'єктива оскільки було жорстко зв'язане з двигуном камери).
Дуже швидко виявилося, що фотографам більше подобаються старі добрі широкі прорезинені кільця фокусування тому Нікон повернув їх на автофокусні об'єктиви і назвав нові зручні версії AF-n.
Сучасні об'єктиви як правило мають зручні кільця фокусування, тому позначення AF-n до них більше не застосовується.

### Байонет типу AF-D
Невеличке вдосконалення до стандартних AF об'єктивів, яке за даними Кена Роквела особливо на якість кадрів не впливає, але широко рекламується і просувається виробниками.
Об'єктиви цього типу повідомляють камеру про відстань на яку вони сфокусовані. Теоретично в дуже особливих ситуаціях це мало б допомогти системі матричного заміру визначити експозицію більш точно особливо при використанні спалаха.
В інструкції до об'єктива 105mm f/2,8D AF Micro-Nikkor є застереження, що наявність AF-D може навіть спричинити НЕПРАВИЛЬНЕ визначення експозиції, якщо спалах і плівка/матриця розташовані на різних відстанях від об'єкта фотографування.
Якщо є можливість купити хороший старший автофокусний об'єктив, відсутність підтримки AF-D не повинна впливати на ваш вибір.
AF-D об'єктиви можуть позначатися різними способами, але всі вони означають одне і те ж: наприклад «50mm f/1,4D AF» та «50mm f/1,4 AF-D,» є позначеннями того ж об'єктива.
Всі AF-D об'єктиви є також і AF та AI-s і чудово працюють на неавтофокусних камерах. Однак камери, що не підтримують AI все ж потребуватимуть доробки.
Швидкість фокусування не має нічого спільного до наявності чи відсутності підтримки AF-D. Просто всі нові об'єктиви є як правило AF-D і як правило працюють швидше, ніж попередники — це можна вважати простим збігом.

## Радянські та українські камери та об'єктиви
На теренах СРСР та України 35мм камери та об'єктиви сумісні з байонетом Nikon AI випускав/випускає київський завод Арсенал, а саме камери Киев-17, Киев-20, Киев-19, Киев-19М, та лінійку об'єктивів Arsat.